# 罗斯兰沙哈仑
罗斯兰沙哈仑，马来西亚霹雳州武吉干当伊斯兰党国会议员，逝于任上，补选后莫哈末尼查贾玛鲁丁继任其议席 。